# In campo per la vittoria
In campo per la vittoria (The Game of Their Lives) è un film del 2005 diretto da David Anspaugh.
È un film drammatico statunitense a sfondo sportivo con Wes Bentley, Gerard Butler e Gavin Rossdale. È basato sul libro The Game of Their Lives di Geoffrey Douglas, che racconta la storia vera della squadra di calcio degli Stati Uniti che, contro ogni previsione, batté l'Inghilterra 1-0 nella città di Belo Horizonte, in Brasile durante la Coppa del Mondo del 1950, nella partita passata alla storia come miracolo di Belo Horizonte.

## Produzione
Il film, diretto da David Anspaugh su una sceneggiatura di Angelo Pizzo e con il soggetto di Geoffrey Douglas (autore del romanzo), fu prodotto da Howard Baldwin, Billy Higgins, Greg Johnson, Peter Newman e Ginger T. Perkins per la Baldwin Entertainment Group, la Bristol Bay Productions e la Peter Newman Productions. Fu girato a Belo Horizonte e Rio de Janeiro, in Brasile, nel Robert F. Kennedy Memorial Stadium, a Washington, e a St. Louis dal 16 giugno 2003 con un budget stimato in 20 milioni di dollari. Un titolo alternativo fu The Miracle Match.

## Distribuzione
Il film fu distribuito negli Stati Uniti dal 22 aprile 2005 al cinema dalla IFC Films e per l'home video dalla Buena Vista Home Entertainment con il titolo The Game of Their Lives.
Alcune delle uscite internazionali sono state:
- in Francia l'11 maggio 2005 (Le match de leur vie, Cannes Film Market)
- in Giappone il 28 maggio 2005 (Tokyo)
- in Corea del Sud il 26 agosto 2005
- nei Paesi Bassi il 20 giugno 2006 (in DVD)
- in Finlandia il 12 luglio 2006 (The Game of Their Lives, in DVD)
- in Italia il 30 agosto 2006 (in DVD)
- in Ungheria il 7 settembre 2006 (A foci hőskora, in prima TV)
- in Singapore il 28 settembre 2006
- in Argentina il 3 gennaio 2008 (El partido de sus vidas, in DVD),
- in Germania (Das Spiel ihres Lebens, in DVD)
- in Brasile (Duelo de Campeões)
- in Grecia (Iroes gia panta)
- in Italia (In campo per la vittoria)

## Promozione
Le tagline sono:
- "The match against England in Belo Horizonte, Brazil, on June 29, 1950 was "the game of their lives".".
- "America's finest moment in the world's greatest game.".